# Bessèges
Bessèges é uma comuna francesa na região administrativa de Occitânia, no departamento de Gard. Estende-se por uma área de 10,32 km². Em 2010 a comuna tinha 2 871 habitantes (densidade: 278,2 hab./km²).